# Roinville (Essonne)
 Roinville  -también llamada Roinville-sous-Dourdan- es una población y comuna francesa, ubicada en la región de Isla de Francia, departamento de Essonne, en el distrito de Étampes y cantón de Dourdan.

## Demografía
| 348 | 416 | 396 | 522 | 695 | 888 |
| Para los censos de 1962 a 1999 la población legal corresponde a la población sin duplicidades (Fuente: INSEE [Consultar]) |     |     |     |     |     |